# 2013 SY99

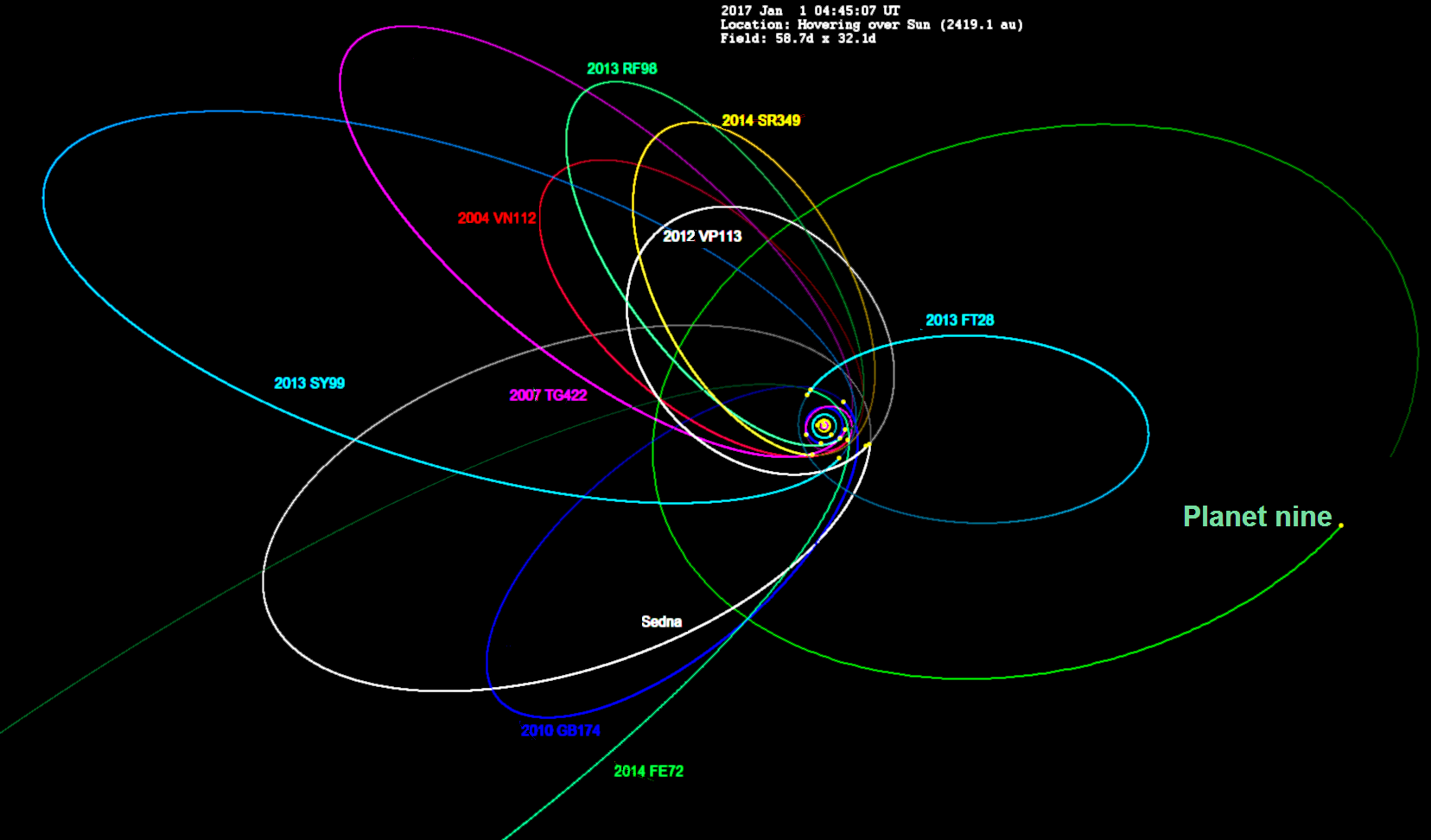
As órbitas de (à esquerda; azul claro) e outros objetos destacados, juntamente com a hipotética órbita do Planeta Nove (à direita; verde)

2013 SY99, também conhecido como uo3L91, é um objeto do cinturão de Kuiper descoberto pela Pesquisa de Origens do Sistema Solar Exterior usando o telescópio Canadá-França-Havaí em setembro de 2013. Esse objeto orbita o Sol entre 50 e 1.300 UA (7,5 e 190 bilhões de quilômetros), e tem um período orbital baricêntrico de quase 20 mil anos. Tem os mais largos semieixos maiores a serem detectados para uma órbita com um periélio além da zona de forte influência de Netuno (q > 38), superando os semieixos maiores de Sedna, 2012 VP113 e 2010 GB174. 2013 SY99 tem um dos periélios mais altos que qualquer objeto transnetuniano extremo conhecido, atrás dos sednoides, incluindo Sedna (76 UA), 2012 VP113 (80 UA) e Leleākūhonua (65 AU).